# 岳麓区

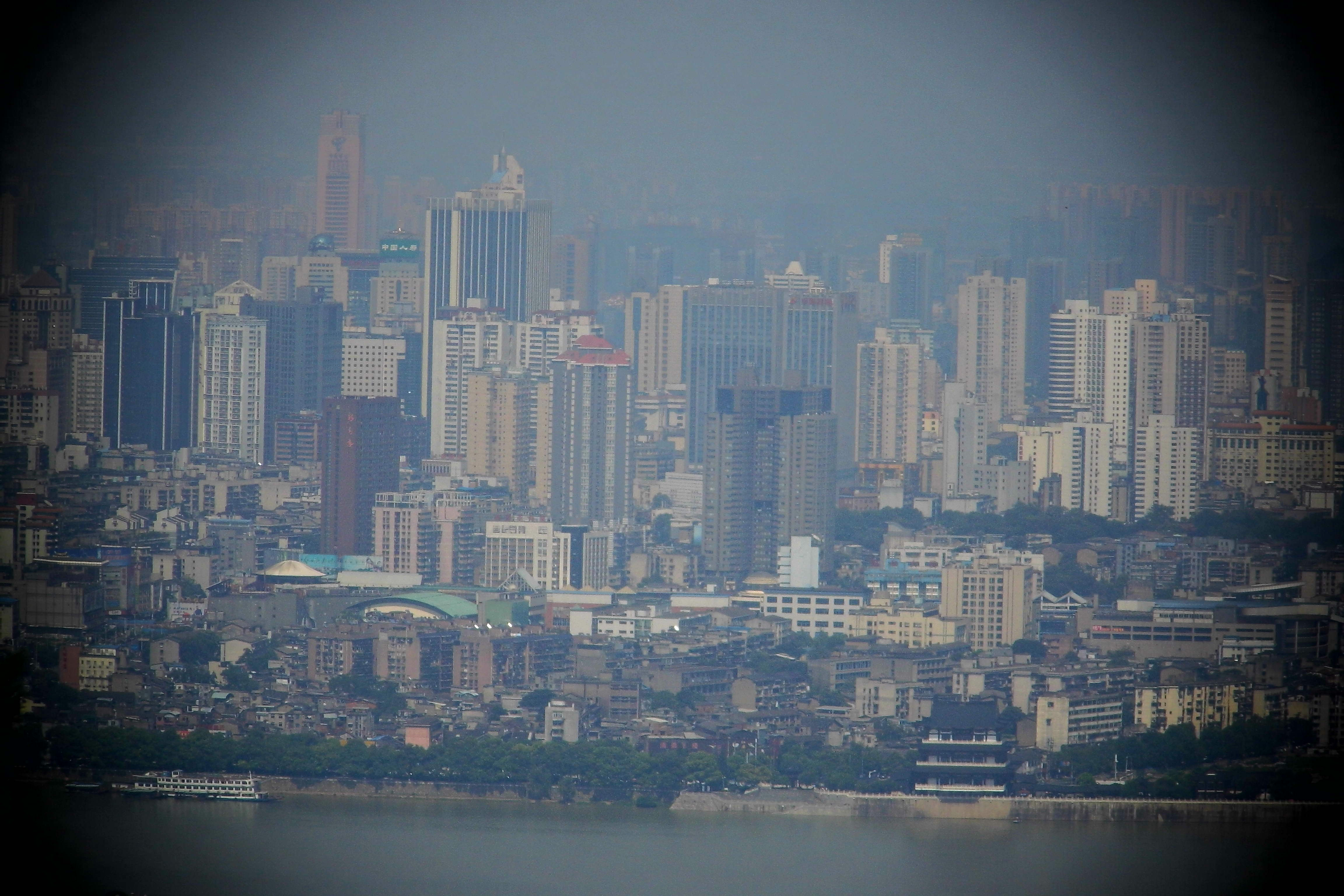

岳麓区为湖南省长沙市市辖区，成立于1996年7月10日，全境位于以湘江以西（包括江心橘子洲）。地理上，岳麓区南与湘潭市雨湖区接壤，西与宁乡市为邻，北与望城区交接，东与望城区、开福区、天心区隔江相望。辖域总面积552.02公里2，常住总人口约153万人。行政驻地望岳街道金星北路一段517號。区域总面积为552平方公里。

## 历史沿革
岳麓区成立于1996年，区划调整后，岳麓区行政体制上继承原“长沙市西区”，辖原西区麓山路、银盘岭街道、桔子洲、望月村4个街道，原郊区岳麓山、望岳2个乡、东方红农场以及岳麓渔场和望城县天顶乡。行政区域现划分为桔子洲、望月湖、银盆岭、岳麓、咸嘉湖、望城坡、观沙岭、西湖和望岳街道办事处以及东方红镇和天顶乡，另外还有梅溪湖综合开发管委会和麓谷科技园。
- 2006年，望城县雷锋镇的荷叶坝建制村和黄金乡的金南、华龙2个建制村划归岳麓区东方红镇管辖[3]。
- 2007年4月29日（湘民行发[2007]12号）：自天顶乡析出联络、学湖、中塘、天顶、骑龙5个建制村及阳明山庄社区居委会，设立梅溪湖街道办事处。梅溪湖街道办事处辖1个社区居委会、5个建制村，总面积21.2平方公里，总人口2.1万人，办事处机关驻虎形山。行政区划调整后，天顶乡辖1个社区居委会、7个建制村，总面积20.86平方公里，总人口2.79万人，乡人民政府驻地不变。
- 2008年6月15日（湘民行发[2008] 3号）：望城县含浦、坪塘、莲花3镇成建制划归岳麓区管辖[4]。3个镇的行政建制、人口、面积、所辖村（居）委会个数、政府驻地均不变。行政区划调整后，望城县辖13个镇、3个乡，总面积1046.42平方公里，总人口56.63万人；岳麓区辖10个街道、4个镇、1个乡，总面积475.02平方公里，总人口56.27万人。

## 行政区划
岳麓区下辖17个街道办事处、2个镇：
望月湖街道、岳麓街道、桔子洲街道、银盆岭街道、观沙岭街道、望城坡街道、西湖街道、咸嘉湖街道、望岳街道、梅溪湖街道、麓谷街道、坪塘街道、含浦街道、天顶街道、洋湖街道、学士街道、东方红街道、莲花镇和雨敞坪镇。

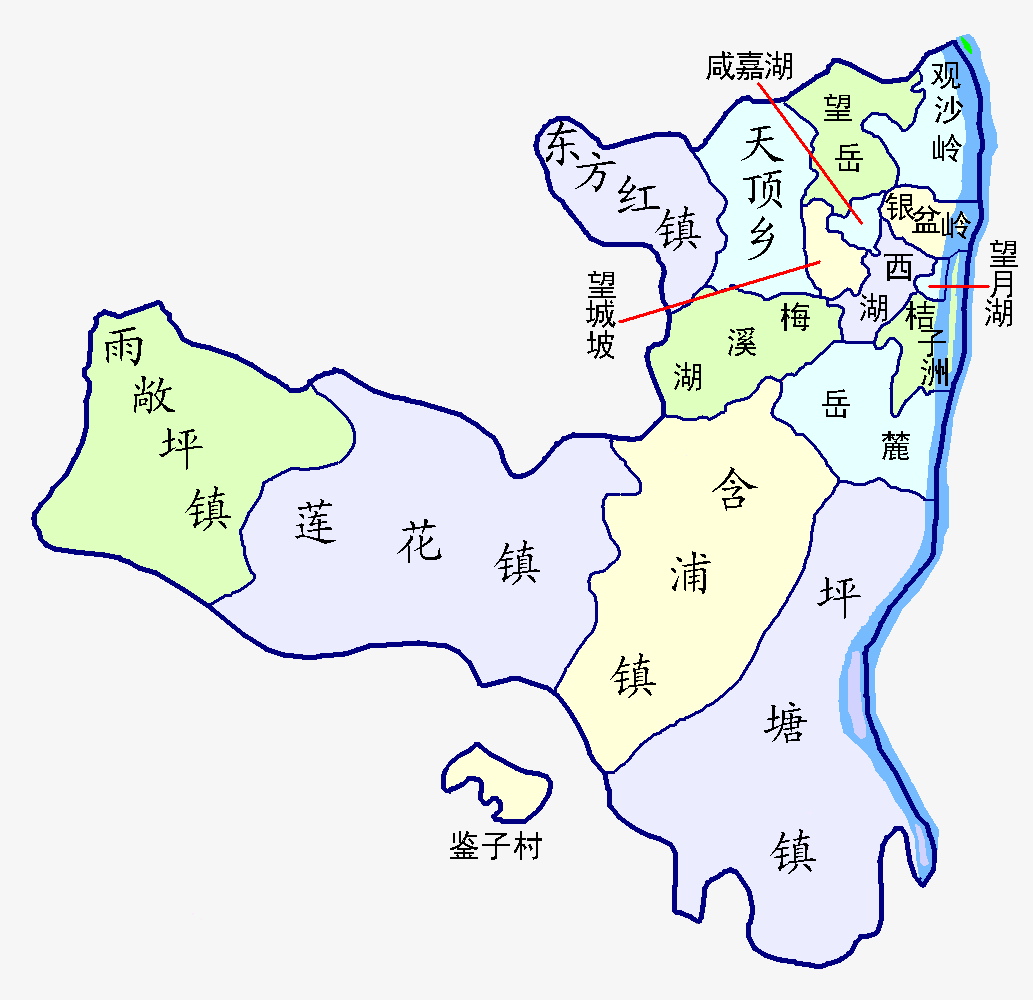
岳麓区行政区划

2005年，岳麓区下辖9个街道、1个镇、1个乡。2007年自天顶乡析置梅溪湖街道，2008年自望城县划入4个镇，2008年，岳麓区下辖10个街道，5镇1乡。另外有4个直属单位（非行政区划），分别为麓山景区、桔子洲景区、大学科技园和含浦科教园。2012年岳麓区辖14街道、3镇。

## 人口状况
2010年，岳麓区现辖10个街道、1个乡、5个镇，共87个村、81个社区：全区常住总人口為801,861人（2010年人口普查），户籍人口625,527人（2009年）。
2012年
岳麓区现辖15个街道、3个镇、2个景区管理处、2个科技产业园
常住人口80.2万
根据湖南省长沙市第七次全国人口普查公报显示：岳麓区常住人口为1526641人，男性人口占比49.56%，女性人口占比50.44%，年龄结构中0-14岁占比16.93%，15-59岁占比71.5%，60岁以上占比11.57%，65岁以上占比8.01%。

## 經濟
2010年，GDP总量421.09亿元（合62.20亿美元），人均GDP为52,515元（7,758美元）；社会消费品零售总额131.34亿元（合19.40亿美元）；城镇居民人均可支配收入22,482元（3,321美元），农村居民人均可支配收入10,059元（1,486美元）。